# Frank Lawton
Frank Lawton Mokeley (Londres, 30 de septiembre de 1904-Londres, 10 de junio de 1969) fue un actor británico.

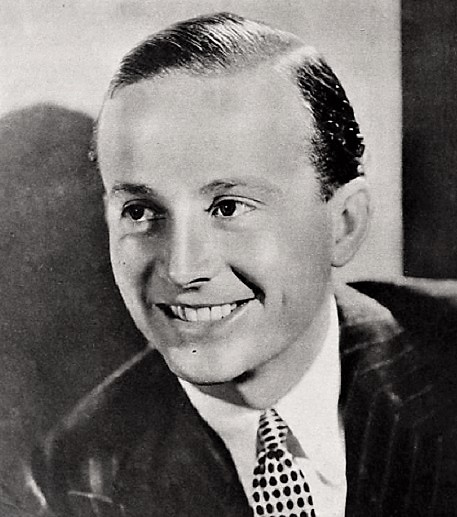
Frank Lawton en 1936

## Trayectoria
Sus padres fueron los actores de teatro Daisy May Collier y Frank Mokeley. Casado con Virginia Earl y con Evelyn Laye, con las cuales actuó en múltiples ocasiones, incluyendo la serie de televisión My Husband and I hasta 1969, fecha de su fallecimiento. 
En Broadway participó en montajes como French Without Tears de Terence Rattigan en 1937.
También trabajó en Hollywood en películas como Muñecos infernales, junto a Lionel Barrymore y Maureen O'Sullivan. Reconocido por su trabajo en Young Woodley (1930).

## Filmografía (selección)
- David Copperfield, 1935.
- Muñecos infernales 1936. Dirigida por Tod Browning.
- The Four Just Men, 1939.
- Went the Day Well?, 1942.
- A Night to Remember, 1958. Dirigida por Roy Ward Baker.